# Saint-Aubin-Montenoy
Saint-Aubin-Montenoy är en kommun i departementet Somme i regionen Hauts-de-France i norra Frankrike. Kommunen ligger i kantonen Molliens-Dreuil som tillhör arrondissementet Amiens. År 2022 hade Saint-Aubin-Montenoy 217 invånare.

## Befolkningsutveckling
Antalet invånare i kommunen Saint-Aubin-Montenoy
| Referens: INSEE |